# بخش کن
بخش کَن یکی از بخش‌های شهرستان تهران در استان تهران ایران است. مرکز این بخش روستای کن می‌باشد.

## تاریخچه
بخش کن از دهکده تاریخی باستانی کن و اراضی غربی و شمال غربی ولایت ری سابق و شهر تهران امروزی و با زمینهای فراوانی که از غرب به گرمدره، وردآورد، قلعه حسن خان و از شرق به میدان توحید امروزی و گیشا و از شمال به امامزاده داوود و جنوب به مهرآباد و شمشیری و از غرب به تهرانسر می‌رسید. در تقسیمات کشوری جدید بخش کن تنها شامل قسمتی کوچک از غرب و شمال غرب تهران می‌شود.

## تقسیمات کشوری
- بخش کن

شامل:
- دهستان سولقان

و روستاهای:
- سنگان
- کشار بالا
- وردیج
- واریش
- امام‌زاده عقیل
- رندان
- طالون
- کشار پایین
- امام‌زاده داود
- کیگاه، واریش
- کوی سینا و خلیج فارس مرکزی
- هریاس